# Bembidion mundum
Bembidion mundum är en skalbaggsart som beskrevs av Leconte 1852. Bembidion mundum ingår i släktet Bembidion och familjen jordlöpare. Inga underarter finns listade i Catalogue of Life.

## Bildgalleri

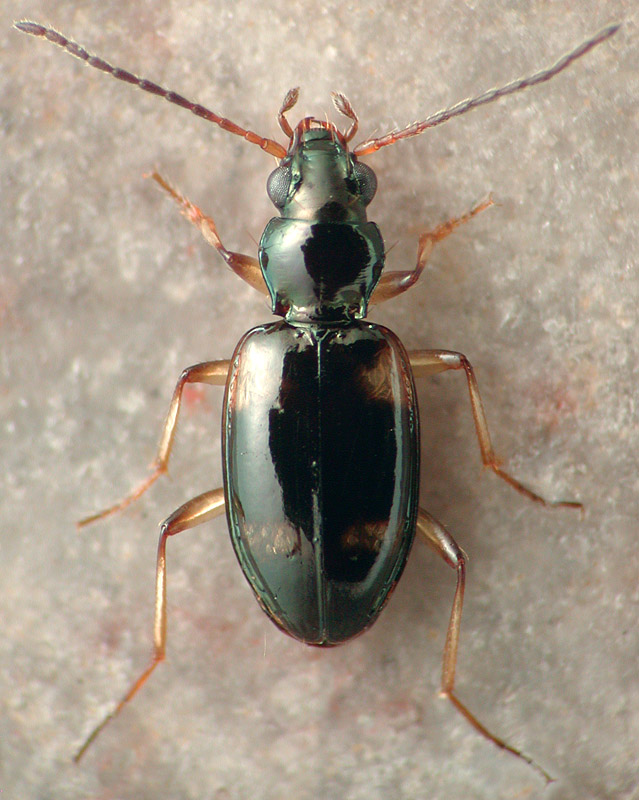